# Read Army Faction
Recopilación de No Idea Records de 2000. Este CD recopilatorio es un extracto del Return of the Read Menace, otro disco recopilatorio del sello Honest Don's Hardly, de 1999.

## Listado de canciones de Read Army Faction
1. Hot Water Music - Springtime
2. Avail - Suspicious Minds
3. Discount - Trouble in the Sky
4. The Weakerthans - The Ringing of Revolution

## Listado de canciones de Return of the Read Menace
1. Screeching Weasel - My Own World
2. J Church - Tightrope
3. No Use For a Name - Hybrid Moments
4. Pitchshifter - Microwaved (live remix)
5. Quixote - Direction Sensor
6. ...But Alive - Niemand Beisst Die Hand Die Einen Futtert
7. The 'Tone - Pauline
8. Robb Johnson - Permanent Free Zone
9. Ron Hawkins - Small Victories
10. Propagandhi - Hard Times
11. Randy - Me and the Boys
12. Endeavor - You Wanna Play Cards
13. Rythm Activism - Leo Lachance
14. Chumbawamba - Misbehave
15. The Weakerthans - Ringing of Revolution
16. Wat Tyler - History of the Soviet Union Part One (Karaoke Mix)
17. Hot Water Music - Springtime
18. Avail - Suspicious Minds
19. The Levellers - Son of Baker
20. Atom and His Package - Hats off to Halford
21. Discount - Trouble in the Sky
22. Submission Hold - Purchasing Power of the Paranoid and Hopeless
23. Moral Crux - Degeneration
24. DOA - Hell and Back
25. Cooper - Girlfriend

- Datos: Q6101655